# Pachycephalosaurus
Pachycephalosaurus var en planteædende dinosaur, der græssede i lavlandet. Den opstod i den tidlige kridttid. Det 25 cm tykke kranium blev brugt til forsvar og angreb, og det er sandsynligt at de udkæmpede stangekampe om hunnernes opmærksomhed.
| Dyr | Spire Denne artikel om dyr er en spire som bør udbygges. Du er velkommen til at hjælpe Wikipedia ved at udvide den. |